# 哈爾科夫藝術博物館
哈爾科夫藝術博物館（烏克蘭語：Харківський художній музей）是烏克蘭哈爾科夫的博物館，收藏了許多烏克蘭與俄羅斯藝術家的畫作。截至2022年博物館已有超過25000件藏品。

## 歷史
哈爾科夫藝術博物館的藏品可追溯至1805年，哈爾科夫大學獲得2477件西歐畫家的畫作，1856年至1858年該大學畢業生伊凡·别茨基（Ivan Betsky）捐獻了500餘件16至18世紀歐洲藝術家的作品，1873年又收到約50件荷蘭畫家的作品；另外1886年哈爾科夫藝術與工業博物館成立，藏品大多為俄羅斯與烏克蘭藝術家的作品。以上皆為哈爾科夫藝術博物館藏品的基礎。
1920年，哈爾科夫教堂博物館（即今哈爾科夫藝術博物館）成立，藏品除上述畫作外，還加入了哈爾科夫地區教堂與修道院的宗教藝術作品。1922年博物館改名為哈爾科夫烏克蘭藝術博物館，分為建築、雕塑與畫作三部分。1930年代博物館暫時歇業，1944年蘇德戰爭後才重新開放。1949年博物館又改名為哈爾科夫國立美術館，1965年改為現名。
2022年3月俄烏戰爭期間，哈爾科夫藝術博物館受俄軍砲火轟炸而受損，博物館人員搶救館內文物時受訪表示「命運相當諷刺，我們正保護俄羅斯藝術家的作品免於受俄羅斯的砲火破壞。」

## 展品

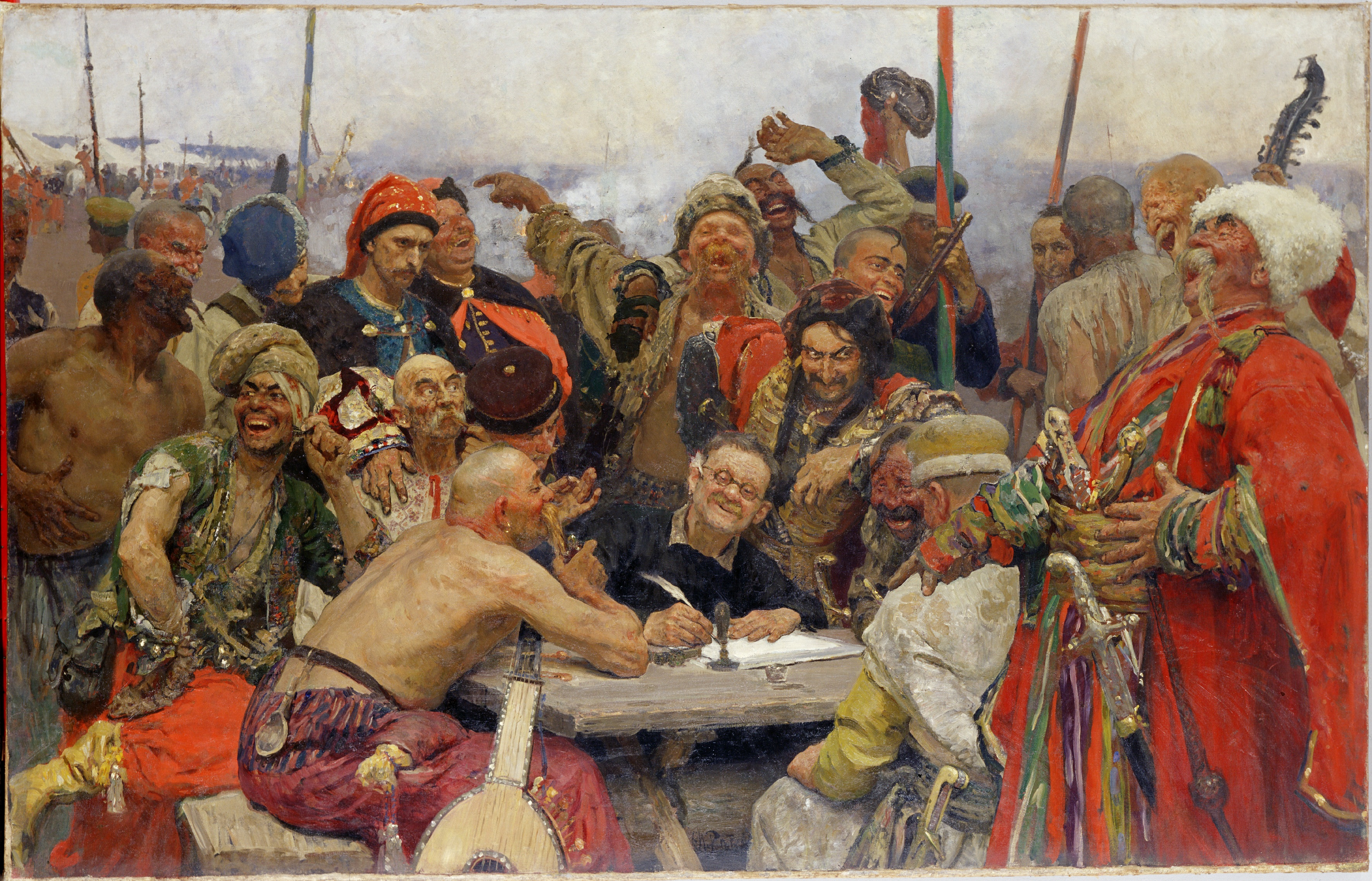
伊利亚·列宾《扎波罗热哥萨克致土耳其苏丹的回信》
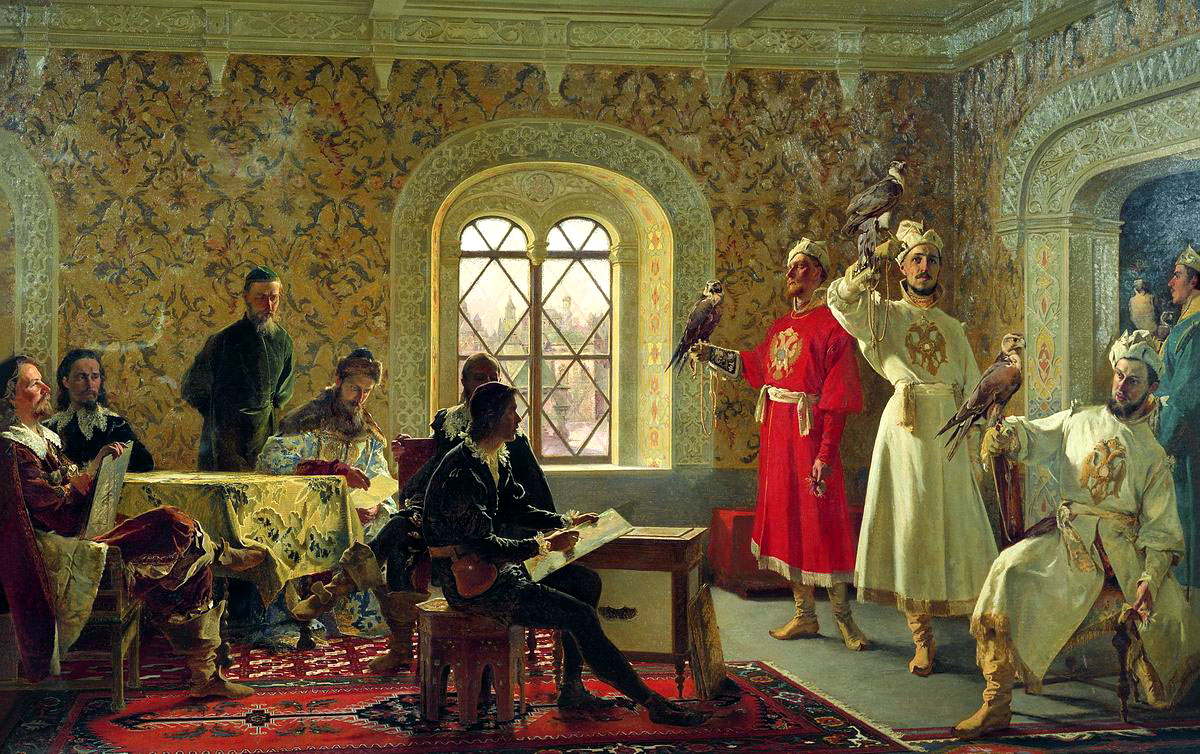
亞歷山大·利托夫琴科《義大利大使卡爾布其臨摹沙皇阿列克謝·米哈伊洛維奇最喜愛的鷹隼》
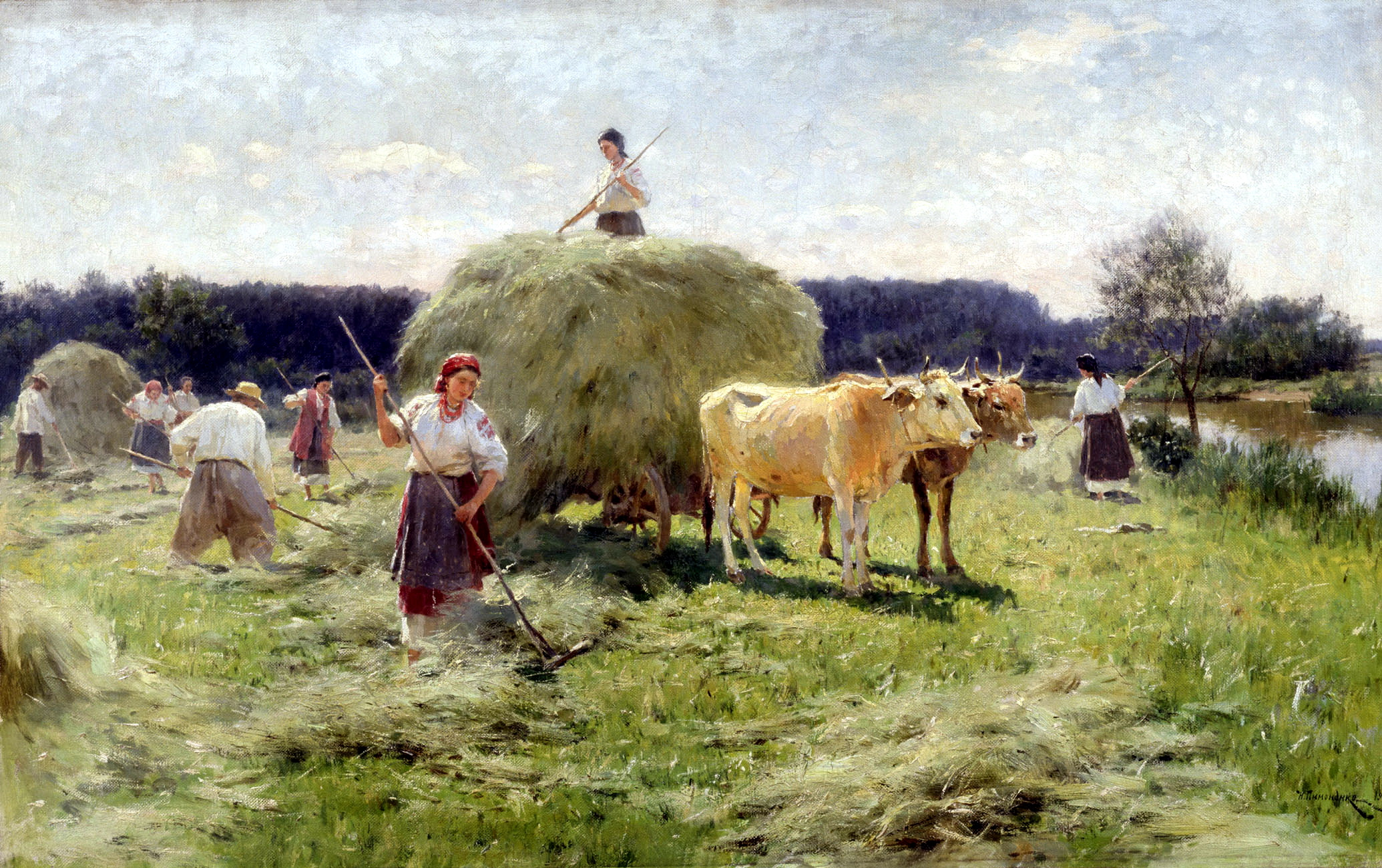
米科拉·皮蒙尼科（英语：Mykola Pymonenko）《製備乾草》
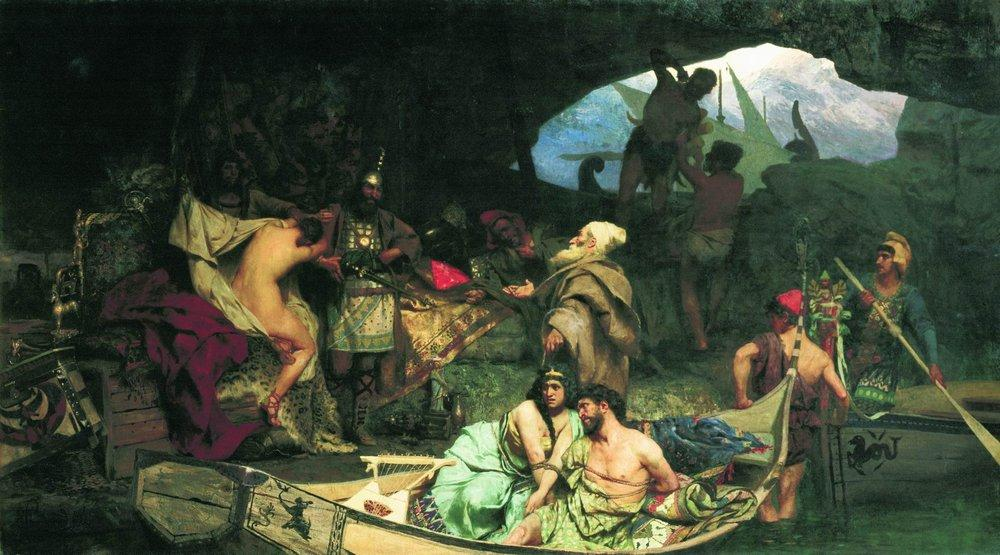
亨利克·西米拉兹基（英语：Henryk Siemiradzki）《洞窟中的海盜基地》
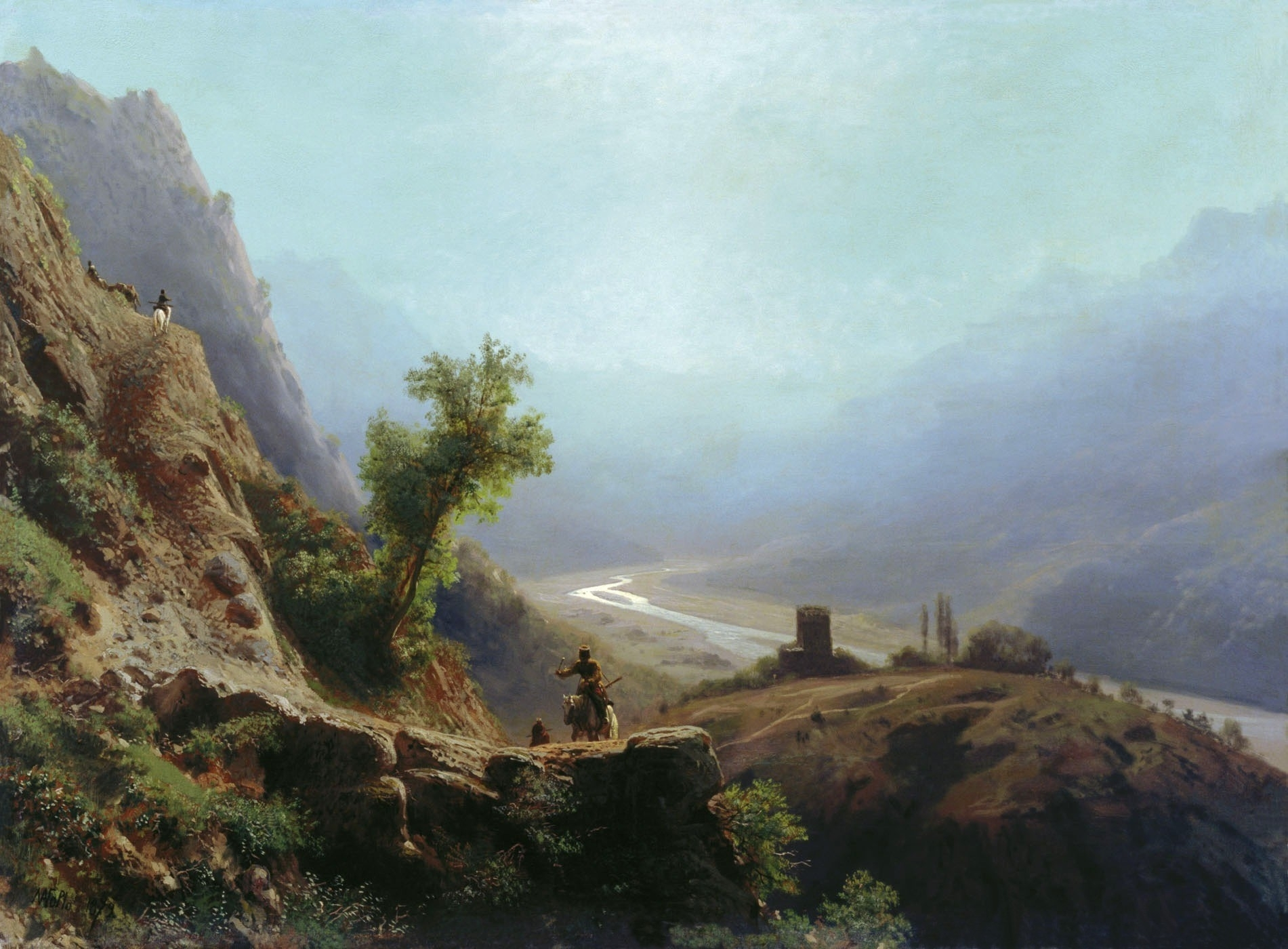
列夫·拉戈里奥（英语：Lev Lagorio）《高加索山》
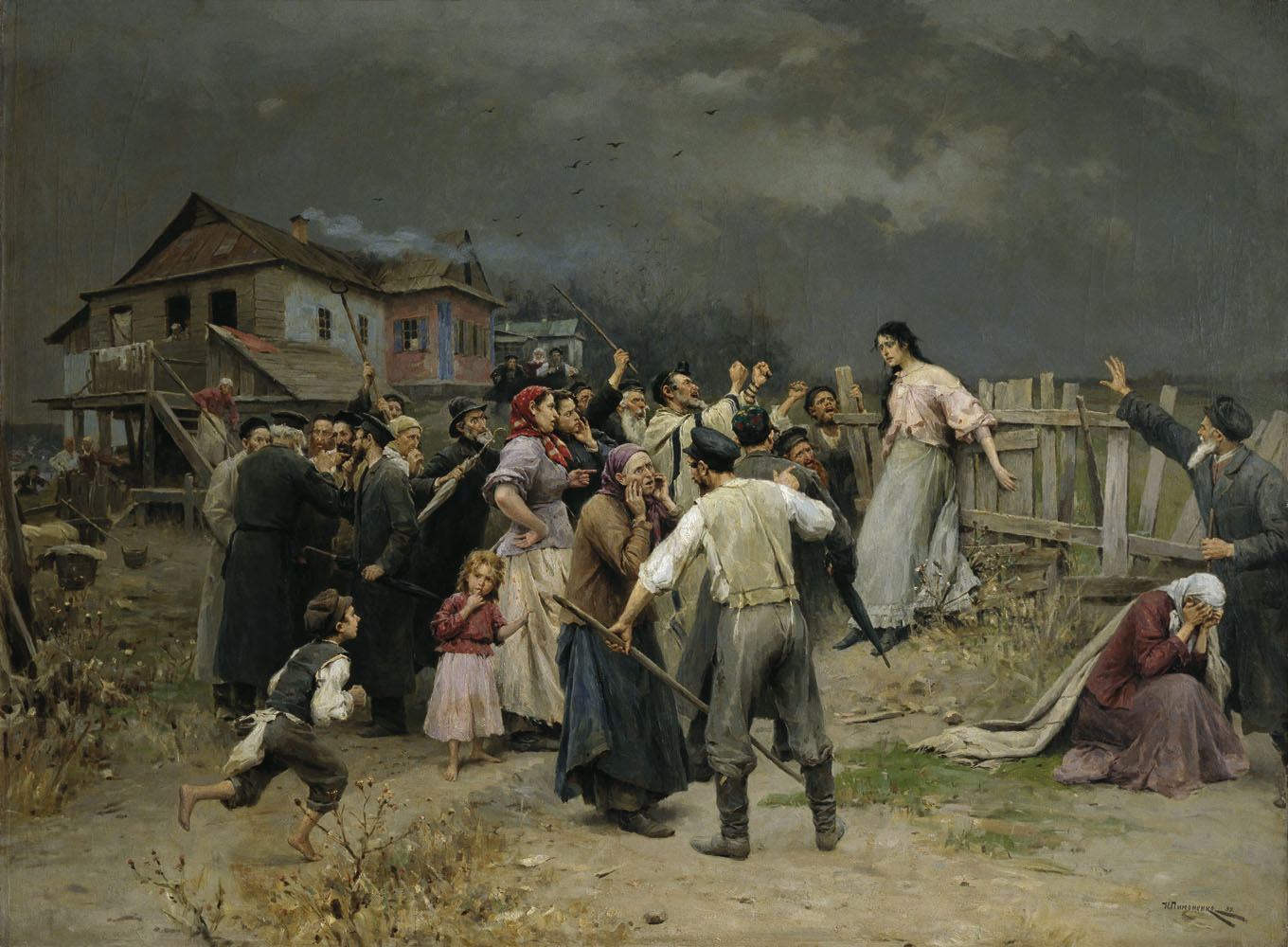
米科拉·皮蒙尼科《狂熱主義的受害者》
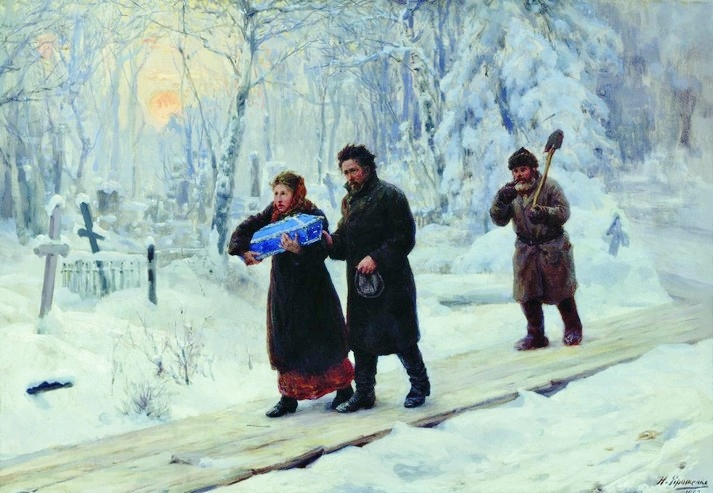
尼古拉·雅罗申柯（英语：Nicholas Yaroshenko）《新生兒的葬禮》
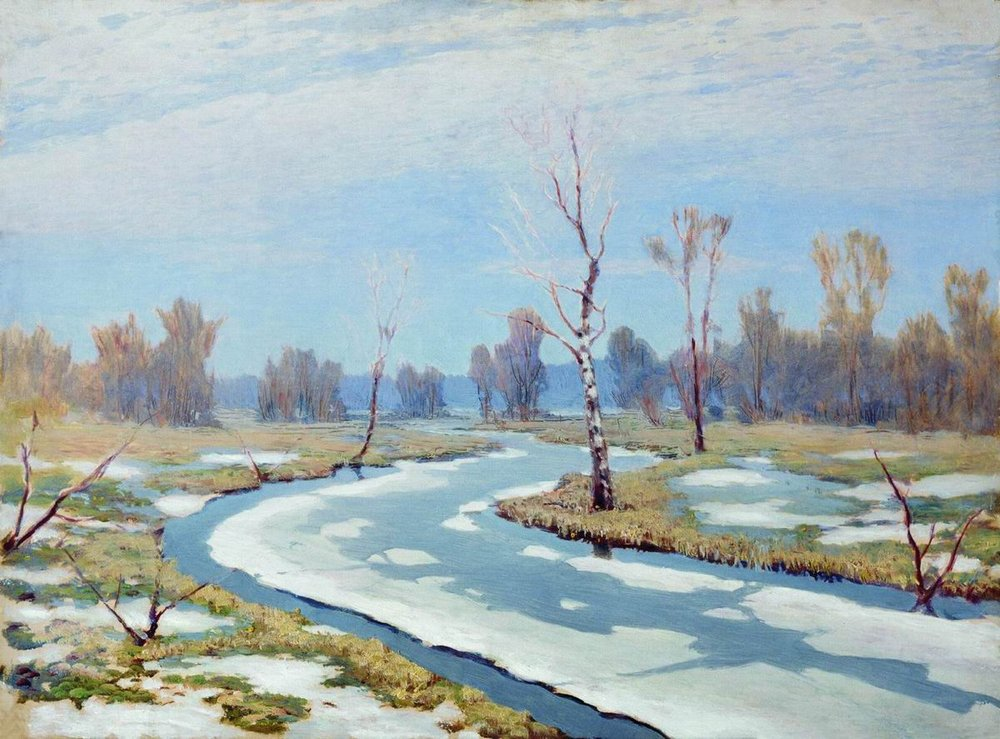
阿尔希普·库因芝《早春》
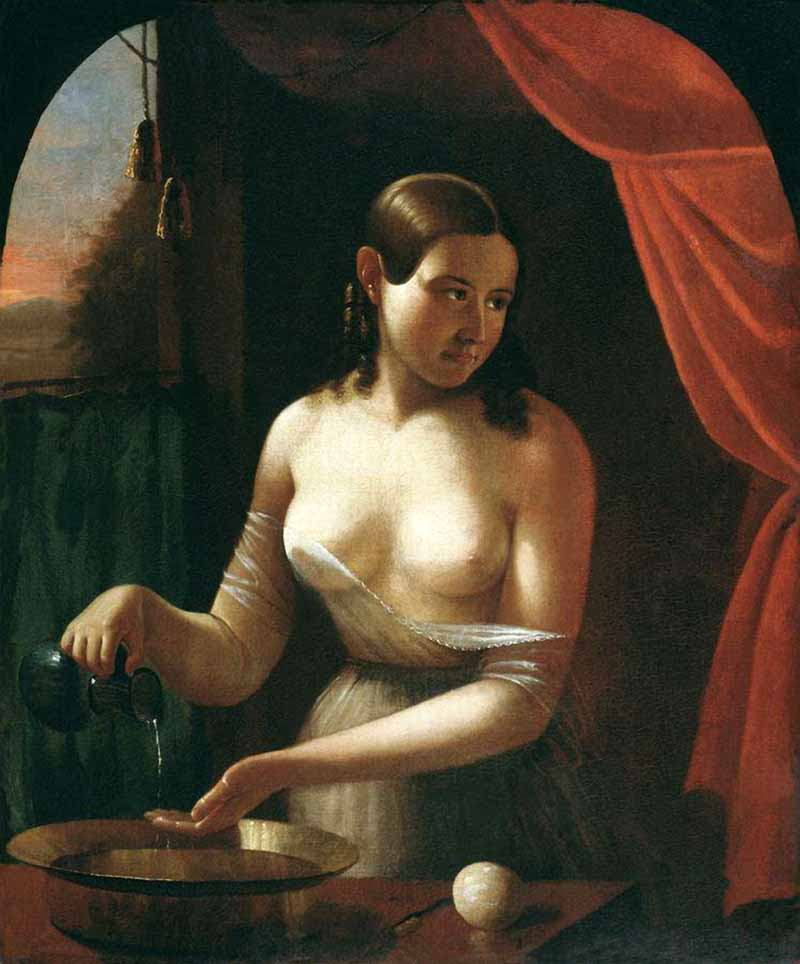
赫里霍里·拉普琴科（英语：Hryhorii Lapchenko）《早晨》
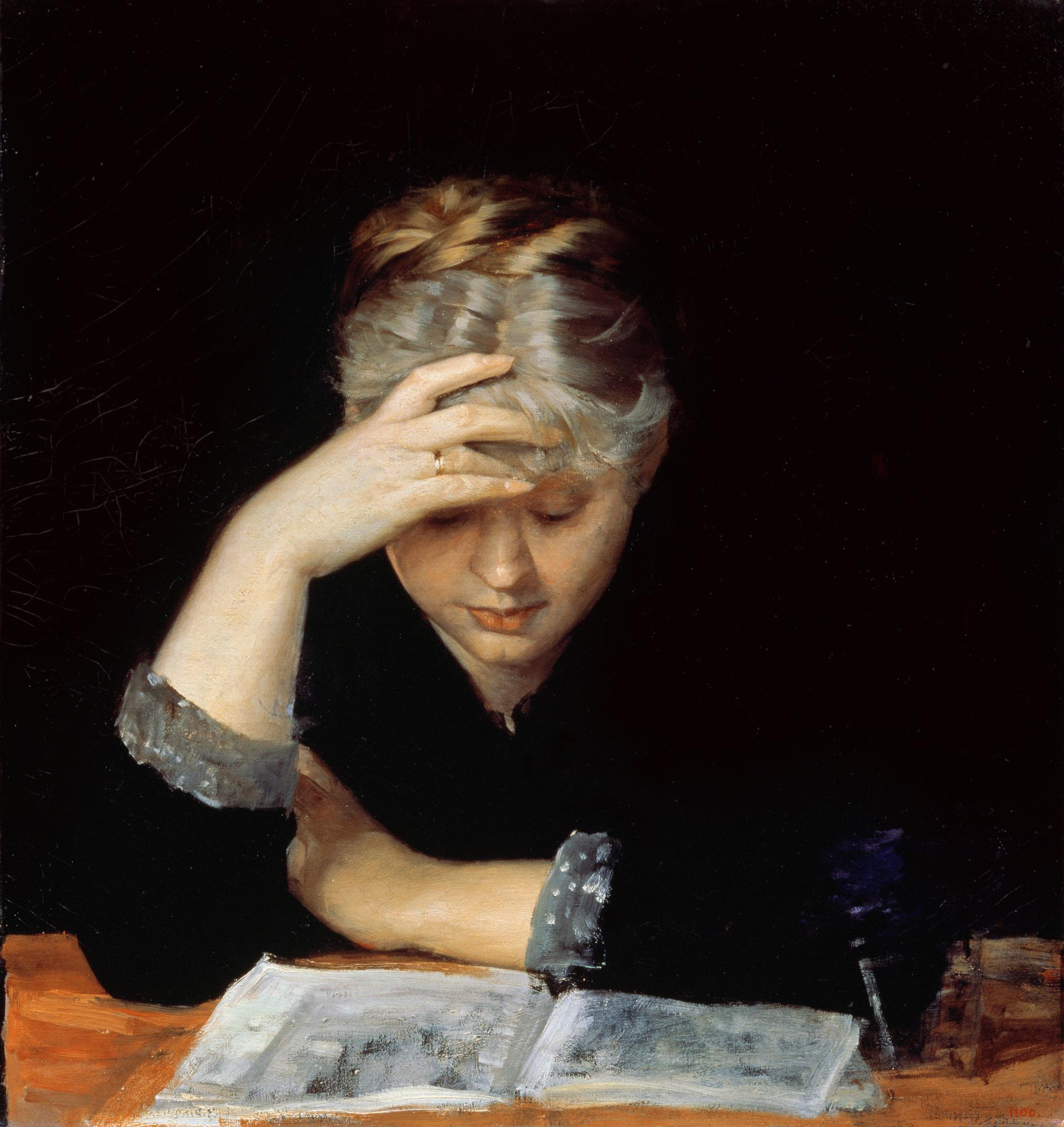
玛丽·巴什基尔采夫《書前》
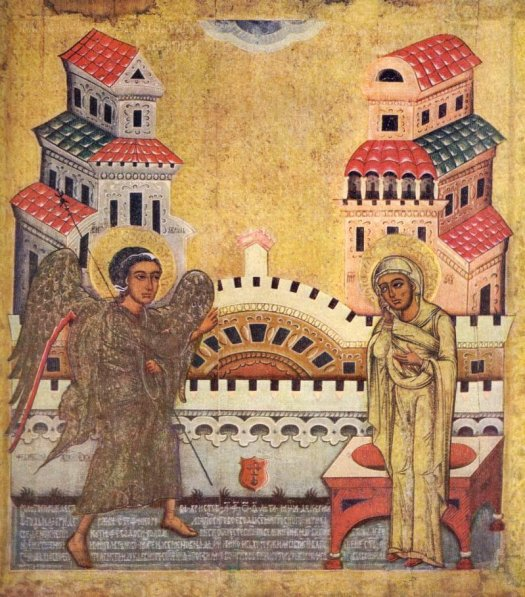
《聖母領報》